# Parrya runcinata
Parrya runcinata är en korsblommig växtart som först beskrevs av Eduard August von Regel och Johannes Theodor Schmalhausen, och fick sitt nu gällande namn av Nikolaj Adolfovitj Busj. Parrya runcinata ingår i släktet Parrya och familjen korsblommiga växter. Inga underarter finns listade i Catalogue of Life.